# Iassus immemorans
Iassus immemorans är en insektsart som beskrevs av Walker 1858. Iassus immemorans ingår i släktet Iassus och familjen dvärgstritar. Inga underarter finns listade i Catalogue of Life.